# Juan Hanneyan
Juan “Gianni” Hanneyan (o Juan Ricardo Hanneyan, 9 de diciembre de 1959, Buenos Aires, Argentina) es músico, compositor y docente. Su instrumento es la guitarra.

## Biografía
A los trece años comienza sus estudios de guitarra. Toma clases con profesores del instrumento y estudia en forma autodidacta. Sus primeras preferencias musicales fueron Los Beatles, Creedence Clearwater Revival, Lalo Schifrin, Sergio Méndez y Agustín Pereyra Lucena en los años 60, y Norberto Napolitano y John McLaughlin a principios de los años 70. Entre 1981 y 1984 estudia con James Tobias. En esos años aprende armonía, improvisación y comienza con el estilo “chord melody”.

## Trayectoria
Juan Hanneyan se ha desempeñado como músico y compositor. Comenzó su carrera como guitarrista a mediados de los años 70, y en ese prolongado recorrido, compartió grabaciones y escenarios con músicos como Jorge Minissale, Alejandro Dones, Claudio Pato Loza, Alejandro Caneschi, Jorge Álvarez, Bruss Bruguera, Mariano Sagasta, Miguel Ángel Gentile, Sergio Saenz, Sergio Guerrina, Alejandro de Silvestre, Rubén Calegari, Jorge Rabito, Facundo Nogueira, Mariano Escudero, Pablo Loban, Walter Ramello, Marcelo de Souza, Nick Brownman, Guillermo González, Roberto Bermejo, Juan Ambrosone, Gustavo Jamardo, Claudio Lecea, Néstor Burruni, entre otros.

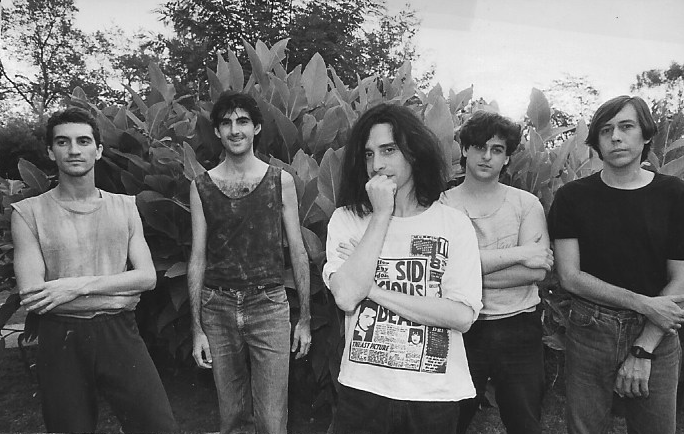
Bruguera, Gianni, Jorge Minissale, Valerio y Jorge Alvárez, grabando en EL CIELITO Records.

En los primeros años, su estilo fue el Jazz-Rock-Latino con “Espectro” (1975-1981). Luego en los años 80 y 90 se dedicó al rock nacional con ”Radio Shakespeare” (1986-1989) y con ”Eldorado” (1991-1993) que editó su disco Eldorado en 1992.
En el año 2002 vuelve al jazz con el quinteto “Tercer Ojo” (2002-2009) grabando Cartoneros (2003), Tercer Ojo (2007) y el concierto despedida “Tercer Ojo en vivo” en 2009. A partir de 2009 crea el trío Caneyra hasta 2010 y posteriormente Baneyra hasta 2016. En 2017 es convocado a formar “Proyecto Río Arriba” y graban el primer disco que sale en 2020. Paralelamente se dedica a tocar en distintas formaciones de Jazz y junto con músicos de jazz forman el cuarteto de Jazz-rock, soul, funk y bossanova, ”Gaph 4”. Asimismo se presenta como solista instrumental de guitarra en el estilo ”chord melody”y acompañando a la cantante Silvana Nogues.

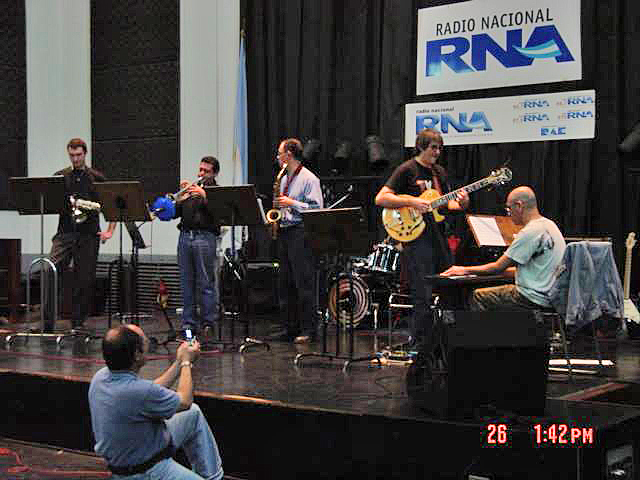
de izq. a der.: Walter Ramello, Marcelo de Souza, Andrés Bordiga, Pablo Loban, Daniel Gerdhol, Juan Hanneyan y Ricky Caneschi.

## Discos
Radio Shakespeare (1986) inédito.
Eldorado (1992).
Tercer Ojo quinteto “Cartoneros”. (2003).
Tercer Ojo Combo “Tercer Ojo”. (2007).
Rio Arriba “Contra la corriente”. (2020).

## Referencias

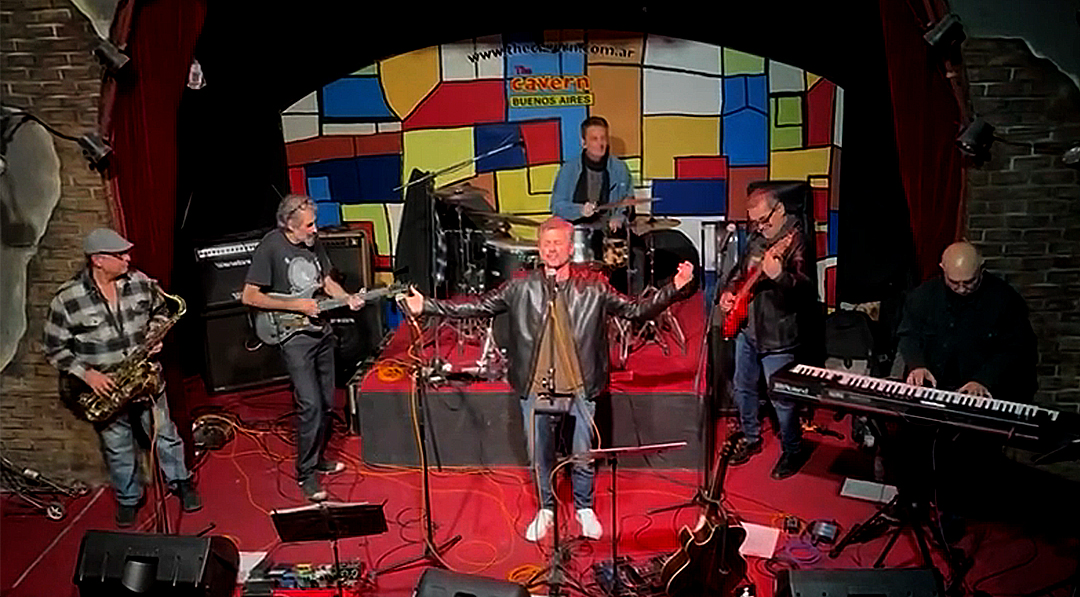
de izq. a der.: Daniel Asprella, Juan “Gianni” Hanneyan, Facundo Nogueira, Rubén Calegari, Jorge Rabito y Fabián Rodríguez Murua.